# 福原駅
福原駅（ふくはらえき）は、茨城県笠間市福原にある、東日本旅客鉄道（JR東日本）水戸線の駅である。
当駅は笠間市の最西端に位置し常陸国出雲大社の最寄駅である。

## 歴史

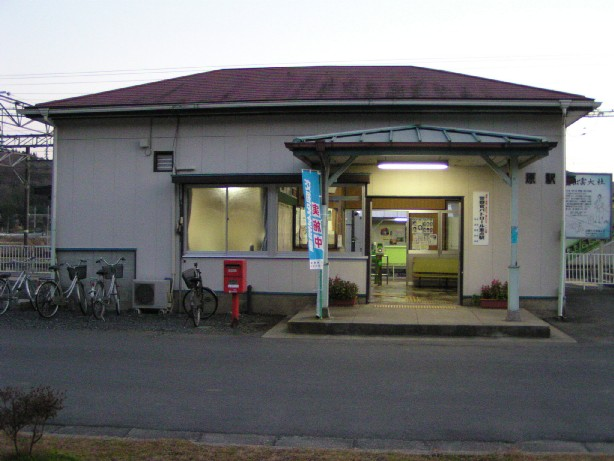
旧駅舎（2004年）

1923年（大正12年）12月に完成した駅舎が使用されていたが、老朽化に伴い建替えが決まり、近くの出雲大社常陸分社をモチーフにした木造平屋建て39.7平方メートルの建屋が2012年（平成24年）に着工され、2013年3月6日より供用が開始された。

### 年表
- 1890年（明治23年）12月1日：水戸鉄道の駅として開設[1]。
- 1892年（明治25年）3月1日：譲渡に伴い日本鉄道の駅となる。
- 1906年（明治39年）11月1日：国有化[1]。
- 1909年（明治42年）10月12日：線路名称制定に伴い、水戸線の駅となる。
- 1923年（大正12年）12月：旧駅舎竣工[4]。
- 1970年（昭和45年）
  - 2月20日：貨物取扱廃止[1]。
  - 3月1日：荷物扱い廃止[1]。
  - 4月1日：業務委託駅となる（水戸線通運株式会社に委託）[6]。
- 1984年（昭和59年）2月1日：駅員無配置駅となる[7]。
- 1987年（昭和62年）4月1日：国鉄分割民営化に伴い、東日本旅客鉄道（JR東日本）の駅となる[1]。
- 2001年（平成13年）11月18日：ICカードSuica供用開始。
- 2009年（平成21年）3月14日：発車メロディ導入。
- 2013年（平成25年）3月6日：新駅舎使用開始[5]。
- 2023年（令和5年）5月20日：2・3番線使用停止、1番線のみとなる。
- 2024年（令和6年）8月1日：笠間市による乗車券委託販売（簡易委託）の受託を解除し、終日無人化[8]。

## 駅構造
出雲大社常陸分社をモチーフにした木造平屋建て39.7平方メートルの駅舎が2013年（平成25年）3月6日から使用されている。単式ホーム1面1線を有する地上駅である。以前は単式・島式混合の2面3線を有していたが、2023年（令和5年）8月現在は1面1線での運用となっている。両ホームは跨線橋で連絡していた。
水戸統括センター（友部駅）管理の無人駅。簡易Suica改札機が設置されている。

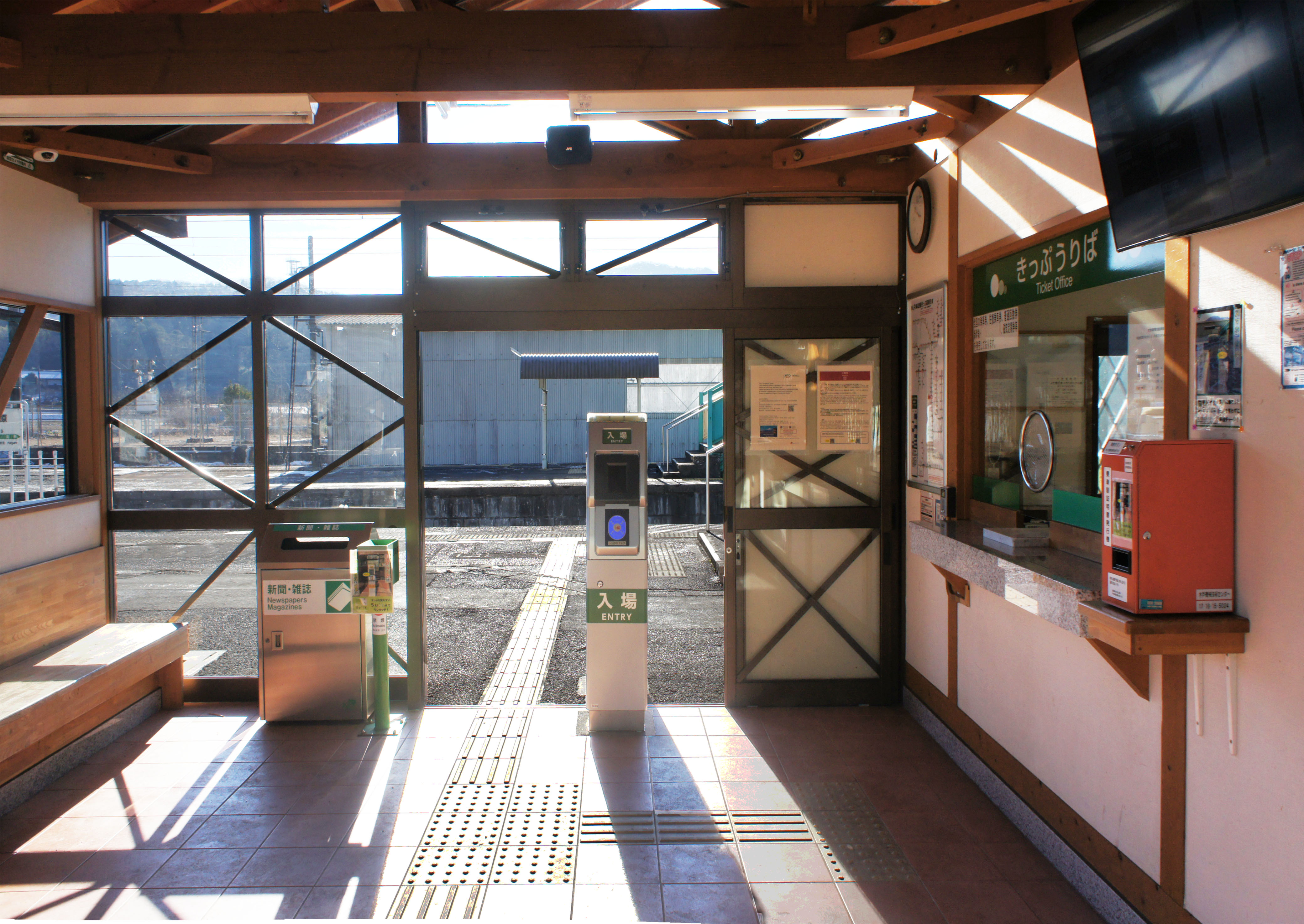
改札口（2022年1月）
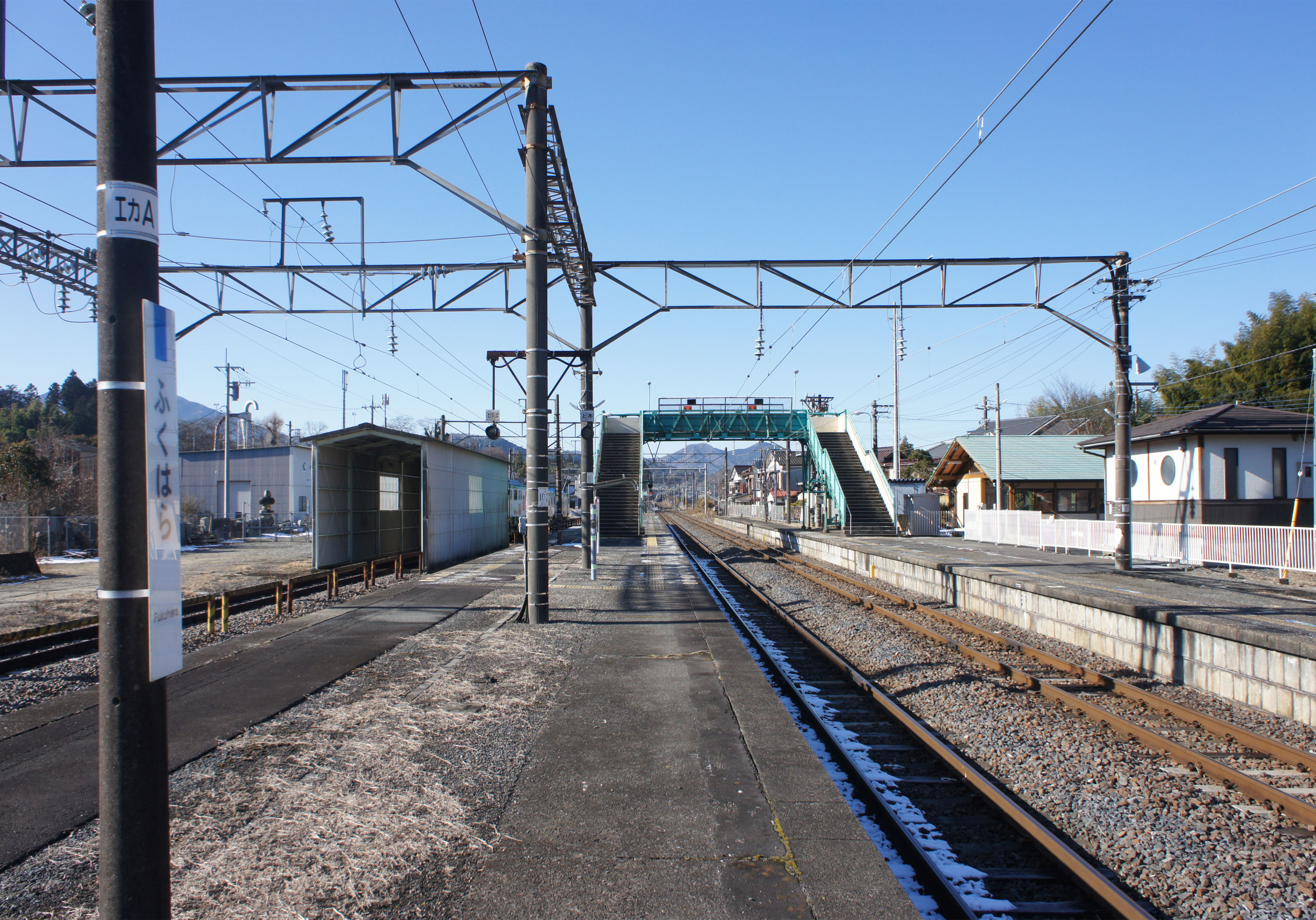
2面3線時代のホーム（2022年1月）

## 利用状況
JR東日本によると、2023年度（令和5年度）の1日平均乗車人員は114人である。
2000年度（平成12年度）以降の推移は以下の通り。
| 乗車人員推移       | 乗車人員推移     | 乗車人員推移    |
| 年度               | 1日平均 乗車人員 | 出典            |
| ------------------ | ---------------- | --------------- |
| 2001年（平成13年） | 261              | [ 利用客数 2 ]  |
| 2002年（平成14年） | 239              | [ 利用客数 3 ]  |
| 2003年（平成15年） | 229              | [ 利用客数 4 ]  |
| 2004年（平成16年） | 212              | [ 利用客数 5 ]  |
| 2005年（平成17年） | 198              | [ 利用客数 6 ]  |
| 2006年（平成18年） | 195              | [ 利用客数 7 ]  |
| 2007年（平成19年） | 174              | [ 利用客数 8 ]  |
| 2008年（平成20年） | 176              | [ 利用客数 9 ]  |
| 2009年（平成21年） | 181              | [ 利用客数 10 ] |
| 2010年（平成22年） | 173              | [ 利用客数 11 ] |
| 2011年（平成23年） | 169              | [ 利用客数 12 ] |
| 2012年（平成24年） | 168              | [ 利用客数 13 ] |
| 2013年（平成25年） | 162              | [ 利用客数 14 ] |
| 2014年（平成26年） | 155              | [ 利用客数 15 ] |
| 2015年（平成27年） | 154              | [ 利用客数 16 ] |
| 2016年（平成28年） | 155              | [ 利用客数 17 ] |
| 2017年（平成29年） | 156              | [ 利用客数 18 ] |
| 2018年（平成30年） | 150              | [ 利用客数 19 ] |
| 2019年（令和元年） | 148              | [ 利用客数 20 ] |
| 2020年（令和02年） | 115              | [ 利用客数 21 ] |
| 2021年（令和03年） | 102              | [ 利用客数 22 ] |
| 2022年（令和04年） | 111              | [ 利用客数 23 ] |
| 2023年（令和05年） | 114              | [ 利用客数 1 ]  |

## 駅周辺
- 出雲大社常陸分社[2]
- 富士塚
- 国道50号
- 福原郵便局
- 市営福原駅前駐車場
- 茨城交通「福原駅」停留所

## 隣の駅
東日本旅客鉄道（JR東日本）
■水戸線
羽黒駅 - 福原駅 - 稲田駅

### 記事本文
1. 1 2 3 4 5 6  石野哲 編『停車場変遷大事典 国鉄・JR編 II』（初版）JTB、1998年10月1日、466頁。ISBN 978-4-533-02980-6。
2. 1 2 3  『週刊 JR全駅・全車両基地』 05号 上野駅・日光駅・下館駅ほか92駅、朝日新聞出版〈週刊朝日百科〉、2012年9月9日、28頁。
3. ↑  常陸国出雲大社HP
4. 1 2  交通新聞2012年9月27日
5. 1 2 3  交通新聞2013年3月11日
6. ↑  「宍戸、福原両駅を部外委託 水鉄」『交通新聞』交通協力会、1970年3月31日、1面。
7. ↑  「通報 ●山口線大歳駅ほか76駅の駅員無配置について（旅客局）」『鉄道公報号外』日本国有鉄道総裁室文書課、1984年1月30日、32面。
8. ↑  “JR水戸線 稲田駅・福原駅における「きっぷ販売業務」の終了について”.   笠間市 (2024年7月19日). 2024年7月23日時点のオリジナルよりアーカイブ。2024年7月22日閲覧。
9. 1 2  “JR東日本：駅構内図・バリアフリー情報（福原駅）”.   東日本旅客鉄道. 2023年9月17日時点のオリジナルよりアーカイブ。2023年9月17日閲覧。

### 利用状況
1. 1 2  “各駅の乗車人員（2023年度）”.   東日本旅客鉄道. 2024年7月21日閲覧。
2. ↑  “各駅の乗車人員（2001年度）”.   東日本旅客鉄道. 2019年3月10日閲覧。
3. ↑  “各駅の乗車人員（2002年度）”.   東日本旅客鉄道. 2019年3月10日閲覧。
4. ↑  “各駅の乗車人員（2003年度）”.   東日本旅客鉄道. 2019年3月10日閲覧。
5. ↑  “各駅の乗車人員（2004年度）”.   東日本旅客鉄道. 2019年3月10日閲覧。
6. ↑  “各駅の乗車人員（2005年度）”.   東日本旅客鉄道. 2019年3月10日閲覧。
7. ↑  “各駅の乗車人員（2006年度）”.   東日本旅客鉄道. 2019年3月10日閲覧。
8. ↑  “各駅の乗車人員（2007年度）”.   東日本旅客鉄道. 2019年3月10日閲覧。
9. ↑  “各駅の乗車人員（2008年度）”.   東日本旅客鉄道. 2019年3月10日閲覧。
10. ↑  “各駅の乗車人員（2009年度）”.   東日本旅客鉄道. 2019年3月10日閲覧。
11. ↑  “各駅の乗車人員（2010年度）”.   東日本旅客鉄道. 2019年3月10日閲覧。
12. ↑  “各駅の乗車人員（2011年度）”.   東日本旅客鉄道. 2019年3月10日閲覧。
13. ↑  “各駅の乗車人員（2012年度）”.   東日本旅客鉄道. 2019年3月10日閲覧。
14. ↑  “各駅の乗車人員（2013年度）”.   東日本旅客鉄道. 2019年3月10日閲覧。
15. ↑  “各駅の乗車人員（2014年度）”.   東日本旅客鉄道. 2019年3月10日閲覧。
16. ↑  “各駅の乗車人員（2015年度）”.   東日本旅客鉄道. 2019年3月10日閲覧。
17. ↑  “各駅の乗車人員（2016年度）”.   東日本旅客鉄道. 2019年3月10日閲覧。
18. ↑  “各駅の乗車人員（2017年度）”.   東日本旅客鉄道. 2019年7月9日閲覧。
19. ↑  “各駅の乗車人員（2018年度）”.   東日本旅客鉄道. 2019年7月9日閲覧。
20. ↑  “各駅の乗車人員（2019年度）”.   東日本旅客鉄道. 2020年7月12日閲覧。
21. ↑  “各駅の乗車人員（2020年度）”.   東日本旅客鉄道. 2021年7月24日閲覧。
22. ↑  “各駅の乗車人員（2021年度）”.   東日本旅客鉄道. 2022年8月2日閲覧。
23. ↑  “各駅の乗車人員（2022年度）”.   東日本旅客鉄道. 2023年7月10日閲覧。